# ژان-فرانسوا ژیله
ژان-فرانسوا ژیله (فرانسوی: Jean-François Gillet‎؛ زادهٔ ۳۱ مهٔ ۱۹۷۹) یک بازیکن فوتبال اهل بلژیک است.
از باشگاه‌هایی که در آن بازی کرده‌است می‌توان به باری، استاندارد لیژ، تورینو، بولونیا و کاتانیا اشاره کرد.
وی همچنین برای تیم ملی فوتبال بلژیک بازی کرده‌است.